# Waardepapier

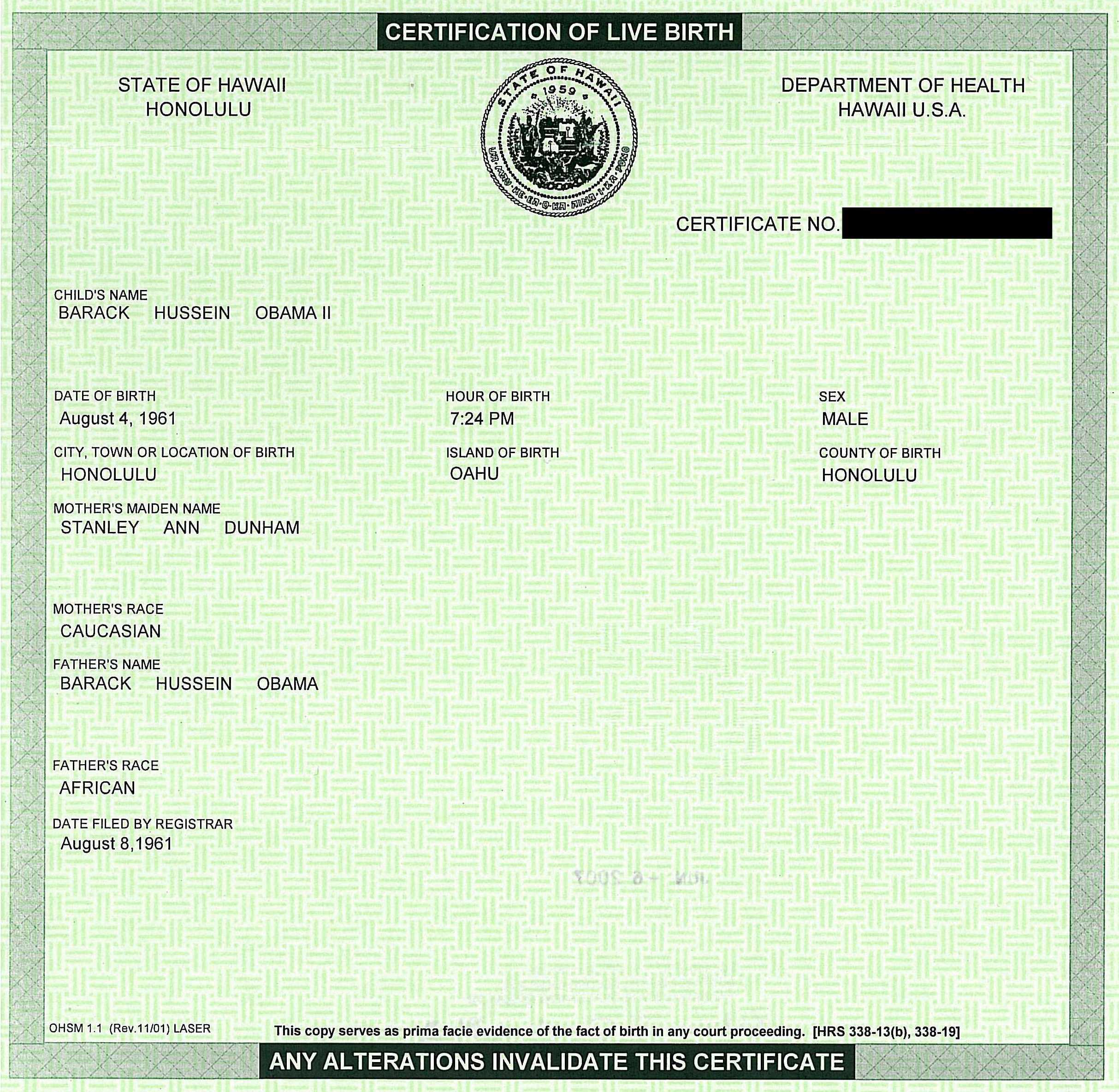
Barack Obama's geboortecertificaat op een waardepapier (security paper in het Engels)

Een waardepapier en waardedocument is een waardevol papier of document met doorgaans een geldswaarde dat door middel van echtheidskenmerken erkend wordt als wettige betaalfunctie of officieel stuk. Dit kan door een staat of centrale bank uitgegeven worden onder een coupure maar ook via notarissen in de vorm van een akte, of door algemene aanvaarde organisaties zoals verzekeringsmaatschappijen en universiteiten als middel van uniek bewijsstuk. 
De doelstelling van een wettig waardepapier is dat het algemeen kan worden gebruikt en/of door iedereen (na betrouwbare verificatie) kan worden aanvaard.

## Unieke combinatie
Het bekendste waardepapier is in de vorm van geldpapier of bankbiljet als chartaal betalingsverkeer, alleen de verantwoordelijken moeten gekend zijn en de bevolking hoeft zich niet kenbaar te maken om deze uit te geven of te aanvaarden. 
Bankbiljetten bieden op vier vlakken een unieke combinatie dat geen enkel betalingsinstrument zo effectief maakt:
- Zonder tussenkomst van derden: geen wisseltransactie zoals een wisselbrief
- Niet traceerbaar: respecteert het grondrecht om de privacy te beschermen
- Wettig betaalmiddel: het moet bij wet algemeen aanvaard worden (er zijn uitzonderingsgevallen mogelijk)
- Vervalsing nagaan: kan op betrouwbare wijze direct op echtheid worden gecontroleerd via safescan en uv-lamp

## Geldswaarde
Een geldswaarde is een officiële term dat aangeeft dat een papier of document een bepaalde abstracte waarde vertegenwoordigt. Een voorbeeld is een ondertekend contract tussen beide personen waarin staat vermeld dat er vijfhonderd euro dient betaald te worden binnen een afgesproken termijn. Ondanks de schuldeiser effectief recht heeft op die 500 euro, kunnen beide partijen er niemand anders mee betalen. Het kent geen geldwaarde of betaalwaarde maar vertegenwoordigt enkel een geldswaarde; dat ook rechtsgeldig is in een rechtbank. 
Ook biljetten in oude Nederlandse gulden en oude Belgische frank hebben nog steeds geldswaarde omdat centrale banken dergelijke biljetten nog altijd omwisselt voor euro's. Belgische frank is onbeperkt inwisselbaar en Nederlandse gulden tot 1 januari 2032. Al zijn er wel een paar uitzonderingen.
Een document, papier of officieel stuk heeft o.a. een geldswaarde zodra:
- Het is uitgegeven door een overheid via Koninklijk Besluit en staatsblad
- Deze is opgesteld en gewaarmerkt door een openbare ambtenaar of notaris zoals een authentieke akte
- De universiteit of hogeschool een diploma uitreikt met officiële stempels en handtekening van de huidige directeur
- Een papier met details van een bepaalde verzekering waarbij alle premies zijn gestort (geregistreerd & opvraagbaar aan de hand van dit papier)
- Primaire en secundaire banken hun effecten en obligaties voorziet van echtheidskenmerken
- Een bankkaart is uitgegeven door bedrijven dat wereldwijd licenties machtigt, zoals mastercard. Bij gebruik wordt deze kaart door een lezer getest door middel van een wiskundige uitdagingen (deze uitdaging verifieert dan de elektronische echtheidskenmerken)

## Aan toonder
In de meeste omstandigheden zijn waardepapieren altijd aan toonder zoals notariële aktes, diploma's, certificaten en bankkaarten. Alleen bankbiljetten zijn veruit de enige niet-aan-toonder voor het publiek omdat ze worden geproduceerd door een beveiligde drukkerij in opdracht van een land onder verantwoordelijkheid van een centrale bank.

## Oude waardepapieren
In de numismatiek worden niet alleen bankbriefjes en muntstukken verzameld maar ook numismatische boeken en oude waardepapieren zoals beursaandelen, effecten en aktes. Deze worden nog steeds geklasseerd onder waardepapieren maar dan zonder wettige geldswaarde aan gekoppeld. Er kan niets meer worden afgedwongen met deze oude officiële stukken.

## Waardebon
Een waardebon, gewoon papier of betaalkaart met QR-code dat enkel geldig is voor één instantie geldt niet als waardepapier. Eveneens wordt een geldswaarde dat elektronische wordt bewaard bij een website of vereniging, bij wet niet meer gezien als elektronisch geld.